# کم‌دندانی
کم‌دندانی یا هیپودنشیا (به انگلیسی: Hypodontia) یعنی نداشتن یکی یا چند دندان دائمی به‌صورت مادرزادی. این وضعیت یکی از رایج‌ترین ناهنجاری‌های رشد دندان است.
کم‌دندانی معمولاً به‌دلایل ژنتیکی یا عوامل محیطی مثل آسیب، عفونت یا داروهای خاص ایجاد می‌شود. گاهی هم ترکیبی از هر دو عامل باعث این مشکل می‌شود.
این ناهنجاری در بین دندان‌های شیری نادر است، اما در دندان‌های دائمی بیشتر دیده می‌شود. در بین زنان شیوع بیشتری دارد و بعضی دندان‌ها مانند آسیای کوچک دوم بیشتر درگیر هستند.
اگر تا شش دندان (به‌جز دندان عقل) غایب باشد، به آن کم‌دندانی می‌گویند و اگر بیش از شش دندان نباشد، به آن کم‌دندانی شدید می‌گویند. در موارد خیلی نادر، همهٔ دندان‌ها غایب‌اند که به آن بی‌دندانی گفته می‌شود.
پزشکان با کمک عکس پرتوی ایکس و بررسی‌های بالینی، کم‌دندانی را تشخیص می‌دهند. تشخیص زودهنگام برای انتخاب بهترین روش درمان اهمیت دارد.
نبود دندان می‌تواند جویدن، حرف زدن و زیبایی چهره را تحت تأثیر قرار دهد. این مشکل گاهی باعث کاهش اعتمادبه‌نفس هم می‌شود.
روش درمان به تعداد دندان‌های غایب و سن بیمار بستگی دارد و ممکن است شامل ارتودنسی (دندان‌آرایی)، پروتز ( دندان مصنوعی)، کاشت دندان یا نگه‌داشتن دندان شیری باشد. گاهی درمان ترکیبی از چند روش است.
پیشگیری خاصی برای کم‌دندانی وجود ندارد چون بیشتر موارد آن ژنتیکی است. اما تشخیص زودهنگام می‌تواند از مشکلات بعدی جلوگیری کند.

## توصیف
کم‌دندانی به غیاب تکاملی یک یا چند دندان (به‌استثنای دندان‌های سوم) گفته می‌شود. این پدیده یکی از شایع‌ترین ناهنجاری‌های دندانی است و می‌تواند تأثیر منفی بر عملکرد و همچنین ظاهر فرد داشته باشد. 
این وضعیت به‌ندرت در دندان‌های شیری (که با نام‌های دندان شیری، دندان اول یا دندان کودکی نیز شناخته می‌شوند) رخ می‌دهد و شایع‌ترین دندان‌های درگیر، پیش‌دندان‌های دوم دائمی و پیشین‌های جانبی فک بالا هستند. کم‌دندانی اغلب بخشی از یک سندرم است که با ناهنجاری‌های دیگر همراه است و نیاز به درمان چندتخصصی دارد.
بر پایهٔ شمار دندان‌های درگیر، این پدیده به گونه‌های زیر تقسیم می‌شود:
1. کم‌دندانی (Hypodontia): غیبت یک تا شش دندان، به‌استثنای دندان‌های سوم (عقل)
2. کم‌دندانی شدید (Oligodontia): غیبت شش دندان یا بیشتر از دندان‌های دائمی، به‌استثنای دندان‌های سوم
3. بی‌دندانی (Anodontia): فقدان کامل دندان‌ها

## نشانه‌ها و علائم
به‌طور معمول، همهٔ دندان‌های شیری تا سن سه‌سالگی در دهان ظاهر می‌شوند. دندان‌های دائمی، به‌جز دندان‌های سوم، در فاصلهٔ سنی ۶ تا ۱۴ سالگی رویش می‌کنند؛ دندان‌های عقل معمولاً بین ۱۷ تا ۲۵ سالگی درمی‌آیند. در صورتی که دندانی تا سن مناسب رویش نکند، از پرتونگاری سراسرنما استفاده می‌شود.

### ویژگی‌های دندانی
در برخی موارد، ریزدندانی (Microdontia) در یک یا چند دندان دیگر دیده می‌شود، به این معنا که دندان‌ها از اندازهٔ معمول کوچک‌تر هستند. این حالت ممکن است هم در دندان‌های شیری و هم در دائمی رخ دهد. ریزدندانی می‌تواند منشأ ژنتیکی داشته باشد و در موارد شدید ممکن است با ناهنجاری‌هایی مانند دیسپلازی اکتودرمی، شکاف لب یا کام، یا نشانگان داون همراه باشد.
تأخیر در رشد دندان نیز ممکن است نشانه‌ای از کم‌دندانی باشد؛ چرا که غیبت دندان جایگزین دائمی باعث کند شدن روند طبیعی تحلیل ریشهٔ دندان شیری می‌شود.
در طی معاینه یا تصویربرداری، جابه‌جایی محل رویش دندان‌های دائمی (رشد نابجای دندان) نیز ممکن است شناسایی شود. یکی از پیامدهای آن می‌تواند برخورد دندان دائمی با دندان شیری باشد که به از دست دادن زودهنگام یا رویش نادرست منجر می‌شود. این وضعیت ممکن است به‌دلیل فقدان دندان‌های کناری (که مسیر رویش را راهنمایی می‌کنند) یا نبود فضای کافی در فک به‌علت نابسامانی دندانی (بدهمایی یا مال‌اکلوژن) باشد.

### ویژگی‌های اسکلتی
مطالعات مختلف نشان داده‌اند که غیبت دندان‌های قدامی می‌تواند با عقب‌رفتگی فک بالا (رتروگناتیسم)، جلوآمدگی فک پایین (پروگناتیسم)، و کاهش طول قاعدهٔ جمجمهٔ پسین همراه باشد. همچنین، این وضعیت با کاهش ارتفاع قدامی قسمت پایین صورت و بیرون‌زدگی لب‌ها ارتباط دارد. این ویژگی‌ها با شدت یافتن کم‌دندانی (به‌ویژه در غیبت بیش از یک دندان) بیشتر نمایان می‌شوند.

### دیگر ویژگی‌های دندانی و رادیوگرافی
تحلیل مؤلفه‌های اصلی تصاویر رادیوگرافی نشان داده است که کودکان مبتلا به کم‌دندانی خفیف ممکن است افزایش زاویه بین دندان‌های پیشین فک بالا و پایین را نشان دهند.
ردیابی سرسنجی یکی از روش‌های رایج برای بررسی تناسبات دندانی‌چهره‌ای در ساختار جمجمه‌ای است که به پیش‌بینی تغییرات رشد و تدوین برنامهٔ درمانی کمک می‌کند.
یافته‌های رایج شامل:
1. کم‌دندانی قدامی همراه با الگوی جمجمه‌ای با واگرایی زیاد؛
2. گرایش به مال‌اکلوژن کلاس III در کم‌دندانی فک بالا؛
3. کاهش ارتفاع خلفی صورت در کودکان دارای کم‌دندانی در ناحیهٔ خلفی فک پایین.

### ناهنجاری‌های همراه
1. کاهش ابعاد تاج یا ریشه دندان‌ها
2. باقی‌ماندن دندان‌های شیری
3. رویش نابجای نیش‌ها

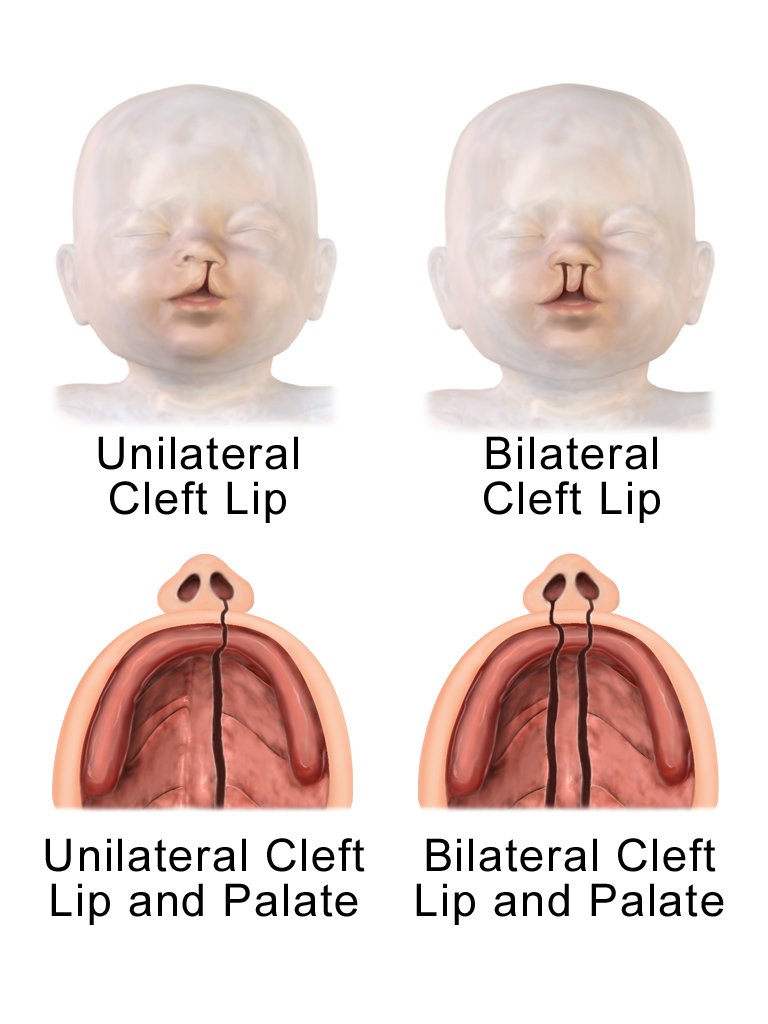
تصویری از شکاف لب و کام

4. شکل غیرعادی دندان‌ها مانند دندان‌های جانبی میخی‌شکل فک بالا[۳] و تاورودونتیسم که با بزرگ شدن بدن دندان و کاهش اندازهٔ ریشه مشخص می‌شود.[۴]
5. کشیدن دندان‌ها

## علت
نظریه‌های گوناگونی دربارهٔ علت کم‌دندانی مطرح شده‌اند. بیشتر این نظریه‌ها بر عوامل ژنتیکی و محیطی تمرکز دارند و بر این باورند که این دو دسته عوامل ممکن است به‌صورت مستقل یا ترکیبی درگیر باشند.
با این حال، علت دقیق کم‌دندانی هنوز ناشناخته است.
نظریه‌های مربوط به مکانیسم وقوع کم‌دندانی را می‌توان به دو دستهٔ «تکاملی» و «کالبدشناختی» تقسیم کرد.
مطالعات نخستین با رویکرد تکاملی، کاهش طول قوس فکی را یکی از علل کاهش شمار دندان‌ها می‌دانند. در سال ۱۹۴۵، دالبرگ این نظریه را بر پایهٔ نظریهٔ میدان باتلر مطرح کرد و نشان داد که دندان‌های انتهایی هر ناحیهٔ دهانی از نظر ژنتیکی ناپایدارترند و بیشتر مستعد فقدان هستند.
در مقابل، نظریه‌های کالبدشناختی پیشنهاد می‌کنند که نواحی خاصی از لامینای دندانی در طی تکوین دندان نسبت به عوامل محیطی آسیب‌پذیرترند. برای نمونه، دندان پیش جانبی فک بالا در محل هم‌جوشی زوائد جانبی فک بالا و زوائد بینی میانی شکل می‌گیرد که ناحیه‌ای آسیب‌پذیر در برابر کم‌دندانی است.
برخی پژوهش‌ها نیز مناطق دیرتر عصب‌گیری‌شده را مستعدتر به غیبت دندان می‌دانند و احتمال ارتباط میان رشد عصبی موضعی و تکوین دندان‌ها را مطرح کرده‌اند، نه تأثیر کلی مغز.
امروزه، نقش عوامل چندژنی و محیطی در بروز کم‌دندانی در بیشتر نظریه‌ها پذیرفته شده است.

### عوامل محیطی
این عوامل به دو دستهٔ اصلی تهاجمی و غیرتهاجمی تقسیم می‌شوند که ممکن است به‌تنهایی یا به‌طور تجمعی موجب اختلال در رشد یا موقعیت دندان شوند.
نمونه‌هایی از عوامل تهاجمی:
- شکستگی فک، جراحی، یا کشیدن زودهنگام دندان شیری
- درمان‌هایی مانند پرتودرمانی (تأثیر شدید) یا شیمی‌درمانی (تأثیر خفیف‌تر)
- مصرف تالیدومید در بارداری، که می‌تواند به کم‌دندانی مادرزادی در فرزندان بینجامد
- اختلالات غدد درون‌ریز مانند هیپوپاراتیروئیدیسم ایدیوپاتیک
- دیسپلازی اکتودرمی
- برخی عفونت‌ها مانند سرخجه و کاندیدا
- تماس با دی‌اکسین و سایر ترکیب‌های شبه‌دی‌اکسین
- آلرژی شدید
- نکروز اپیدرمی سمی ناشی از واکنش به دارو
- سیگار کشیدن مادر در دوران بارداری (طبق برخی مطالعات، نقش سببی دارد)

مطالعات اخیر نشان داده‌اند که کم‌دندانی ممکن است نشانهٔ هشداردهنده‌ای برای سرطان اپی‌تلیالی تخمدان در زنان باشد، چرا که احتمال ابتلا در زنانی با کم‌دندانی ۸٫۱ برابر بیشتر از سایر زنان گزارش شده است.

### ژنتیک
علل ژنتیکی نیز شامل ژن‌های MSX1 و PAX9 می‌شوند.
ناتوانی در تشکیل دندان در اثر اختلالات مراحل اولیه رشد ممکن است عامل فقدان مادرزادی دندان‌ها باشد که به آن «بی‌دندانی» نیز گفته می‌شود. پژوهش‌های گوناگونی نشان داده‌اند که نبود دندان‌ها معمولاً با عوامل ژنتیکی و محیطی همراه است. برخی منابع نیز نشان می‌دهند که ترکیبی از این دو عامل می‌تواند در بروز کم‌دندانی نقش داشته باشد.
بیشتر ویژگی‌های ناحیه فک و صورت تحت تأثیر برهم‌کنش‌های پیچیدهٔ عوامل ژنتیکی و محیطی هستند. بروز متغیر صفات می‌تواند کاملاً ژنتیکی، محیطی یا ترکیبی از هر دو باشد. اینکه ژنتیک در کم‌دندانی نقش مهمی ایفا می‌کند در موارد مختلفی نشان داده شده‌است. صدها ژن در تنظیم رشد شکل‌گیری دندان نقش دارند و بیان می‌شوند. هرچند نقص در یک ژن منفرد می‌تواند به کم‌دندانی منجر شود، اما پژوهش‌های بیشتری نشان می‌دهند که این وضعیت بیشتر در اثر چند جهش ژنتیکی به‌هم‌پیوسته یا نقص‌های چندژنی (پُلی‌ژنتیک) پدید می‌آید.
الگوی دندان‌های مادرزادیِ از دست‌رفته در دوقلوهای همسان با یکدیگر متفاوت است که نشان‌دهندهٔ عامل اپی‌ژنتیک نهفته است. این ممکن است در اثر بروز هم‌زمان دو ناهنجاری پدید آمده باشد. این علت‌شناسی چندعاملی، شامل عوامل محیطی است که می‌توانند جهش‌های ژنتیکی را برانگیزند و درنتیجه باعث بروز بی‌دندانی شوند. عوامل محیطی رایج شامل عفونت، ضربه (تروما) و داروها هستند. در موارد ارثی، مدارکی وجود دارد که نشان می‌دهد جوانهٔ دندان پس از بسته‌شدن فضای بافت پیرامونی آغاز به رشد کرده‌است که خود می‌تواند عامل مهمی باشد. همچنین برخی اختلالات ژنتیکی مانند نشانگان داون، دیسپلازی اکتودرمی، دیسپلازی ترقوه‌ای-جمجمه‌ای، و شکاف لب و کام نیز ممکن است نقش داشته باشند.

#### ام‌اس‌ایکس۱
MSX1 (باکس همئو سگمنت عضله ۱) در تراکم مز‌نشیِ خارج‌جنینی در جوانهٔ دندان نقش دارد. از میان ژن‌های همئو باکس، MSX1 و MSX2 برای میانجی‌گری تعامل‌های مستقیم میان بافت روپوستی و مزودرمیِ بیرونی در حین رشد دندان اهمیت دارند، زیرا در نواحیِ در حال تراکم مز‌نشیِ جوانهٔ دندان بیان می‌شوند.
جهش‌های MSX1 به‌عنوان عاملی در از دست‌رفتن دندان‌های آسیای کوچک دوم، دندان‌های آسیای سوم و درصد اندکی از دندان‌های آسیای نخست شناسایی شده‌اند. با این حال، این ژن احتمال کمتری دارد که باعث بی‌دندانی در ناحیه پیشین شود.

#### پکس۹
جهش‌های ناهمسان در ژن PAX9 (جعبه جفتی ۹) می‌توانند شکل‌گیری دندان را متوقف کنند، زیرا این ژن نقش رونویسی را در مز‌نشی دندان در مرحلهٔ جوانه دارد. یک مطالعه نشان داده که چندشکلی تک‌نوکلئوتیدی در PAX9 به‌طور قوی با فقدان دندان‌های پیشین کناری بالا مرتبط است.

#### اکسین۲
ژن AXIN2 (پروتئین مهارکنندهٔ محور ۲) تنظیم‌کنندهٔ منفی مسیر پیام‌رسانی Wnt است که در تعیین سرنوشت سلولی، رشد، تمایز و مرگ برنامه‌ریزی‌شدهٔ سلولی نقش دارد.
گونهٔ چندشکلی این ژن ممکن است با کم‌دندانی در دندان‌های پیشین پایین یا شکل شدیدتر بی‌دندانی مانند الیگودنتی (بی‌دندانی شش دندان یا بیشتر) مرتبط باشد.

#### ای‌دی‌اِی
EDA دستور ساخت پروتئینی به نام اکتودیسپلازین A را فراهم می‌کند. این ژن رمز یک پروتئین تراگذری است که بخشی از خانوادهٔ لیگاندهای TNF (فاکتور نکروز تومور) به‌شمار می‌رود. نقص در ژن EDA باعث دیسپلازی اکتودرمی می‌شود که با نام دیسپلازی اکتودرمی کم‌تعریق وابسته به کروموزوم ایکس نیز شناخته می‌شود.
ویژگی‌های شایع دندانی در این اختلال، نبود چندین دندان و دندان‌های بسیار کوچک (میکرودنتی) است.
ژن‌های PAX9 و TGFA در تنظیم میان MSX1 و PAX9 دخالت دارند و می‌توانند باعث کم‌دندانی در دندان‌های آسیای بزرگ شوند.

#### کم‌دندانی غیرنشانگانی
کم‌دندانی ممکن است به‌صورت موارد ایزوله نیز دیده شود. انواع خانوادگی یا تک‌گیر این وضعیت بیشتر از انواع سندرومی گزارش شده‌اند. در موارد ایزوله، الگوهای وراثتی غالب بر کروموزوم‌های پیکری (اتوزومی غالب)، مغلوب، یا وابسته به کروموزوم X می‌توانند بر شدت بروز و تنوع صفات در این بیماری تأثیر بگذارند. جهش در ژن‌های MSX، PAX9 و TGFA به‌عنوان علت بی‌دندانی مادرزادی در برخی نژادها شناخته شده‌اند.

## پژوهش
در دهه‌های ۱۹۶۰ و ۱۹۷۰، چندین مطالعه تحت حمایت کمیسیون انرژی اتمی ایالات متحده انجام شد تا پیوندی میان ژنتیک و کم‌دندانی شناسایی شود.

## تأثیرات
مطالعات و گزارش‌های پژوهشی بسیاری دربارهٔ شیوع، علت‌شناسی، و درمان کم‌دندانی و همچنین تأثیر آن بر اسکلت و ساختار دندانی انجام شده‌اند. شماری از مطالعات، کیفیت زندگی مرتبط با سلامت دهان (OHRQoL) را در افراد دچار کم‌دندانی بررسی کرده‌اند و شواهدی ارائه داده‌اند که نشان می‌دهد این وضعیت می‌تواند بر کیفیت زندگی تأثیر بگذارد.

### روانی-اجتماعی
در جامعهٔ امروزی، دندان‌پزشکی زیبایی برجسته‌تر و رایج‌تر شده‌است.
روابط میان‌فردی و ویژگی‌های تلقی‌شده مانند هوش، خوش‌برخوردی، طبقهٔ اجتماعی و محبوبیت ممکن است تحت تأثیر ظاهر چهره و دندان‌ها قرار بگیرند. برخی مطالعات نشان داده‌اند که شدت شکایت‌های بیماران از وضعیت دندانی خود با شدت کم‌دندانی و تعداد دندان‌های دائمیِ از دست‌رفته مرتبط است.
بررسی‌های فراتحلیلی و مرورهای نظری نشان داده‌اند که کودکان جذاب‌تر از سوی دیگران باهوش‌تر تلقی می‌شوند، رفتارهای اجتماعی مثبت بیشتری نشان می‌دهند و به‌طور کلی برخورد بهتری از سوی دیگران دریافت می‌کنند. بنابراین، فاصله گرفتن از زیبایی ایدئال دندانی‌چهره‌ای، به‌ویژه در کودکان، ممکن است به کاهش اعتمادبه‌نفس و عزت‌نفس و حتی تمسخر هم‌سالان منجر شود.
از این‌رو، می‌توان این نظریه را پذیرفت که فاصله‌ گرفتن از ظاهر «نرمال» یا «ایده‌آل» دندانی‌چهره‌ای می‌تواند برای سلامت روانی و اجتماعی فرد زیان‌بار باشد و موجب بروز آسیب روانی-اجتماعی در وی شود.

### عملکردی
افراد مبتلا به کم‌دندانی معمولاً دارای بَست (بایت) عمیق‌تر و فضاهای خالی بیشتری در دهان هستند. عمیق‌تر شدن بیشتر بست نیز ممکن است در افرادی با دندان‌های پشتی غایب دیده شود. افزون بر این، کم‌دندانی می‌تواند به تداخل‌های عملکردی در سمت بدون کارکرد (non-working interferences)، خطوط لثه‌ای نامنظم و رویش بیش‌ازحد دندان‌های روبه‌رو منجر شود.
یافته‌ها نشان داده‌اند که افراد دچار کم‌دندانی در انجام حرکات عملکردی مانند جویدن دچار دشواری بیشتری می‌شوند، زیرا سطح تماس دندانی (سفرهٔ جونده) آن‌ها کوچک‌تر است. یک مطالعهٔ مقطعی اخیر نشان داد که بیماران مبتلا به کم‌دندانی در جویدن غذا، به‌ویژه در صورتی‌که دندان شیری جای دندان دائمی افتاده باشد، دچار دشواری بیشتری هستند. هرچند شواهد موجود برای پشتیبانی از این ادعا هنوز محدود است، اما به‌نظر می‌رسد که کم‌دندانی می‌تواند محدودیت‌هایی عملکردی ایجاد کند که درنهایت بر سلامت عمومی و کیفیت زندگی فرد اثر بگذارد.
واقعیت آن است که کم‌دندانی می‌تواند توانایی جویدن را در فرد محدود کند. این وضعیت ممکن است با شکاف در لب بالا (شکاف دهانی) همراه باشد. کم‌دندانی ممکن است بر گفتار، زیبایی ظاهری و عملکرد ماهیچه‌های دهان نیز اثر منفی بگذارد. بنابراین، هرچند این وضعیت قابل درمان و مدیریت توسط دندان‌پزشکان و ارتودنتیست‌ها است، اما می‌تواند آثار منفی بر کیفیت زندگی فرد داشته باشد. برای مدیریت این وضعیت، بیمار معمولاً نیاز به درمان ارتودنسی طولانی‌مدت دارد.

### مالی
بیماران مبتلا به کم‌دندانی نیازمند طرح درمانی دقیقی هستند، زیرا این وضعیت پیچیده است و دستیابی به بهترین نتیجه درمانی مستلزم رویکرد چندتخصصی است که معمولاً هزینه‌های مالی برای بیمار یا خانوادهٔ او به‌دنبال دارد. به همین دلیل، تیمی از متخصصان رشته‌های مختلف دندان‌پزشکی در مراقبت از این بیماران دخیل می‌شوند.

## مدیریت
کم‌دندانی حالتی است که می‌تواند به‌صورت‌های گوناگون و با شدت‌های متفاوت بروز کند و همین امر موجب شده گزینه‌های درمانی متنوعی برای آن وجود داشته باشد. افرادی که با این وضعیت مواجه‌اند باید بتوانند گزینه‌ای را که برایشان مناسب‌تر است انتخاب کنند. تشخیص زودهنگام کم‌دندانی برای موفقیت درمان بسیار حیاتی است. درمان این وضعیت معمولاً با مشارکت متخصصانی از رشته‌های جراحی دهان و فک و صورت، دندان‌پزشکی ترمیمی، دندان‌پزشکی کودکان، ارتودنسی و پروتز دندانی انجام می‌شود.
پیش از طراحی طرح درمان، باید موارد زیر ارزیابی شود:
- تعداد دندان‌های غایب[۲۱][۵۹]
- اندازه و تعداد دندان‌های باقی‌مانده در هر دو قوس فکی[۲۱]
- وجود ناهم‌ترازی دندانی یا بدهم‌آیی[۲۱][۵۹]
- نیمرخ صورت[۲۱][۵۹]
- حجم استخوان فک[۲۱]
- سن بیمار: درمان نهایی فقط پس از رویش کامل دندان‌های دائمی یا پس از پایان درمان ارتودنسی آغاز می‌شود[۵۸][۵۹]
- وضعیت دندان‌های شیری باقی‌مانده[۵۹]
- انگیزه و همکاری بیمار در فرآیند درمان[۵۹]

به‌طور سنتی، درمان کم‌دندانی شامل جایگزینی دندان‌های غایب بوده است. این جایگزینی‌ها از انحراف یا حرکت دندان‌های مجاور جلوگیری کرده و مانع رویش بیش‌ازحد دندان‌های روبه‌رو می‌شوند، که در غیر این صورت می‌تواند باعث ایجاد اختلال در تماس دندانی (برهم‌آیی)، اختلال مفصل گیجگاهی-فکی و افزایش خطر بروز بیماری‌های لثه، سایش دندانی و شکستگی دندان گردد. با این حال، مطالعاتی نشان داده‌اند که می‌توان به اکلوژن پایدار حتی با یک قوس دندانی کوتاه‌شده متشکل از ۱۰ جفت دندان در تماس رسید. این یافته‌ها از این دیدگاه پشتیبانی می‌کنند که اکلوژن سالم و پایدار می‌تواند حتی با وجود دندان‌های از دست‌رفته وجود داشته باشد، به‌شرطی که تعداد مناسبی از دندان‌ها در تماس باقی مانده باشند. البته این روش برای افرادی با بیماری لثه، رفتارهای نابه‌هنجار مانند دندان‌سایی یا دندان‌فشاری یا مال‌اکلوژن مناسب نیست.
همچنین باید توجه داشت که فضاهای بین دندانی در قوس دندانی، به‌ویژه در بیماران جوان، باید تحت نظر قرار گیرند، زیرا دندان‌ها در این دوره بیشتر تمایل به جابه‌جایی، انحراف یا رویش بیش‌ازحد دارند. برای این منظور، می‌توان از قالب‌های مطالعاتی و عکس‌های بالینی برای ثبت وضعیت اولیه بهره برد. اگر جابه‌جایی دندانی اتفاق بیفتد، بسته به شدت و ماهیت آن ممکن است روش مدیریتی متفاوتی نیاز باشد.
در ادامه، روش‌های مختلف مدیریت کم‌دندانی توضیح داده می‌شود:

### پذیرش فضای خالی
در مواردی که فضای ناشی از دندان غایب نگرانی زیبایی‌شناختی ایجاد نمی‌کند، این روش قابل‌پذیرش است. برای نمونه، اگر فضای خالی پشت دندان نیش باشد، ممکن است در هنگام لبخند دیده نشود و لزومی برای جایگزینی آن نباشد.

### مدیریت دندان‌های شیری باقی‌مانده
در موارد کم‌دندانی دندان‌های آسیای کوچک دائمی، دندان‌های آسیای شیری ممکن است فراتر از زمان طبیعی باقی بمانند. بنابراین، در صورت سالم بودن این دندان‌های شیری و نبود دندان جانشین دائمی، نگه‌داشتن آن‌ها می‌تواند راهکاری عملی برای مدیریت کم‌دندانی باشد. این دندان‌ها نقش نگه‌دارندهٔ فضا را نیز ایفا کرده، از تحلیل استخوان آلوئولار جلوگیری می‌کنند و جایگزینی پروتزی را به تعویق می‌اندازند. مطالعات گذشته نیز نشان داده‌اند که دندان‌های آسیای شیری می‌توانند تا بزرگسالی باقی بمانند و پیش‌آگهی خوبی داشته باشند.
با این حال، باقی‌ماندن این دندان‌ها ممکن است منجر به پدیدهٔ «فرو‌بَست» شود، یعنی سطح جوندهٔ دندان پایین‌تر از سطح دندان‌های مجاور قرار گیرد.
با وجود این، دندان‌های شیری به‌ویژه دندان‌های آسیای شیری، بیشتر در معرض سایش سطح جونده، رویش بیش‌ازحد دندان‌های روبه‌رو و کاهش فضای بین‌فکی قرار دارند.

### بستن فضای خالی به‌روش ارتودنسی
بستن فضای دندانی با ارتودنسی روشی برای بستن فضاهای موجود در دهان، ناشی از دندان‌های غایب، با بهره‌گیری از درمان‌های ارتودنسی است. سن مطلوب برای آغاز درمان ارتودنسی قطعی، اوایل نوجوانی است؛ با این حال، باید عواملی چون سن بیمار، شدت کم‌دندانی، انتظارات بیمار و میزان همکاری او در طول درمان مد نظر قرار گیرد.
این روش می‌تواند گزینه‌ای مناسب برای مدیریت کم‌دندانی در مواردی باشد که دندان پیشین کناری بالا (دندان لترال ماگزیلا) غایب است. در این حالت، می‌توان با بازآرایی و جابه‌جایی دندان نیش مجاور به سمت میانی (مزیال)، فضای خالی را بست. این روش به‌ویژه در مواردی که رابطهٔ آسیای کلاس I با شلوغی شدید دندان‌های پیشین فک پایین همراه است، و کشیدن دندان آسیای کوچک پایین منجر به نتایج پیش‌بینی‌پذیر می‌شود، یا در موارد کلاس II بدون شلوغی و پیش آمدگی دندان‌های جلویی پایین، توصیه می‌شود.
در جابه‌جایی دندان نیش به جایگاه دندان پیشین کناری، ابعاد دندان نیش، موقعیت ریشه و جایگاه لثه‌ای آن با دندان پیشین کناری تفاوت دارد. بنابراین، برای شبیه‌سازی ظاهر دندان پیشین، آماده‌سازی‌هایی بر روی دندان نیش لازم است. این آماده‌سازی‌ها ممکن است شامل موارد زیر باشد:
- کاهش نوک تاج دندان و افزودن مادهٔ کامپوزیت به لبهٔ برنده برای ایجاد نمایی صاف و گوشهٔ دیستو-برندهٔ گرد
- کاهش سطح مزیال و دیستال برای باریک‌تر کردن دندان
- صاف کردن سطح لبی برای کاهش برآمدگی (با این حال، این کار ممکن است باعث نمایان شدن عاج تیره‌تر و نیاز به بازسازی بیشتر شود)
- کاهش حجم سطح کامی دندان برای کاستن از ضخامت آن[۶۰]

به‌جای کامپوزیت، می‌توان از ونیر (روکش زیبایی) نیز استفاده کرد، اما ونیر هزینه‌برتر و زمان‌برتر است.
چندین مطالعه مزایای بستن فضا با ارتودنسی بدون استفاده از جایگزین‌های پروتزی را نشان داده‌اند. مهم‌ترین مزیت ذکرشده، پایان یافتن زودهنگام درمان در سنین نوجوانی و ماندگاری طولانی‌مدت نتایج آن است. در افرادی با خط لبخند بالا، جابه‌جایی مزیال دندان نیش موجب حفظ معماری طبیعی بافت نرم شده و ظاهر زیبایی را حفظ می‌کند. این روش همچنین خطرات و هزینه‌های مربوط به درمان پروتزی را حذف می‌کند و تصور وجود نداشتن دندان غایب را القا می‌کند.
برخی عوامل که در تصمیم‌گیری برای انجام بستن فضای ارتودنسی باید در نظر گرفته شوند عبارت‌اند از: نیمرخ صورت، اندازه و ابعاد دندان نیش، رنگ دندان‌ها و نمای لثه‌ای (خط و ارتفاع لثه). درنتیجهٔ حرکت مزیال دندان نیش، معمولاً برهم‌آیی (اکلوژن) عملکرد گروهی برقرار می‌شود. برای حفظ پایداری فضای بسته‌شده، اغلب از پشت‌بند زبانی چسبانده‌شده مستقیم استفاده می‌شود.

### باز کردن فضای ارتودنسی پیش از درمان پروتزی
نیاز به باز کردن فضای دندانی با ارتودنسی پیش از آغاز درمان پروتزی به میزان فضای بی‌دندان در مقایسه با دندان‌های مجاور، وضعیت اکلوژن و ملاحظات زیبایی‌شناختی بستگی دارد. برای تعیین مقدار فضای موردنیاز، سه روش رایج در منابع علمی پیشنهاد شده‌اند: «نسبت طلایی»، «آنالیز بولتون» و مقایسهٔ فضای بی‌دندان با اندازهٔ دندان قرینه (در صورت وجود).
باز کردن فضا و درمان پروتزی در مواردی توصیه می‌شود که رابطهٔ آسیای کلاس I وجود داشته باشد و بدهمایی (مال‌اکلوژن) از نوع کلاس III (با نیمرخ صورت مقعر) دیده نشود. با این حال، تغییرات ظاهری ناشی از درمان ارتودنسی (مانند ایجاد دیاستما برای جای‌گذاری پروتز) در نوجوانان—even اگر موقت باشد—می‌تواند تأثیر منفی بر کیفیت زندگی مرتبط با سلامت دهان داشته باشد.

### دندان مصنوعی پارسیل متحرک
دندان مصنوعی پارسیل متحرک یکی از روش‌های موقت و مؤثر برای تأمین نیازهای عملکردی و زیبایی بیماران جوانی است که درمان‌های قطعی ثابت برایشان مناسب نیست. این دندان‌های مصنوعی به‌عنوان نگه‌دارندهٔ فضا عمل کرده، از جابه‌جایی دندان‌های مجاور یا روبه‌رو جلوگیری می‌کنند و درنتیجه، ارتفاع عمودی صورت را حفظ می‌نمایند. همچنین به‌راحتی قابل تنظیم و افزودن در صورت رویش دندان‌های جدید هستند.
با این‌حال، پیروی بیماران جوان از استفادهٔ منظم این پروتزها ممکن است دشوار باشد، زیرا این وسایل حجیم هستند. برخی بیماران نیز استفاده از دندان مصنوعی را از نظر عملکردی یا اجتماعی غیرقابل‌قبول می‌دانند و از پذیرش آن خودداری می‌کنند. افزون‌بر این، استفادهٔ بلندمدت از پروتزهای متحرک ممکن است به دندان‌های باقی‌مانده آسیب برساند.

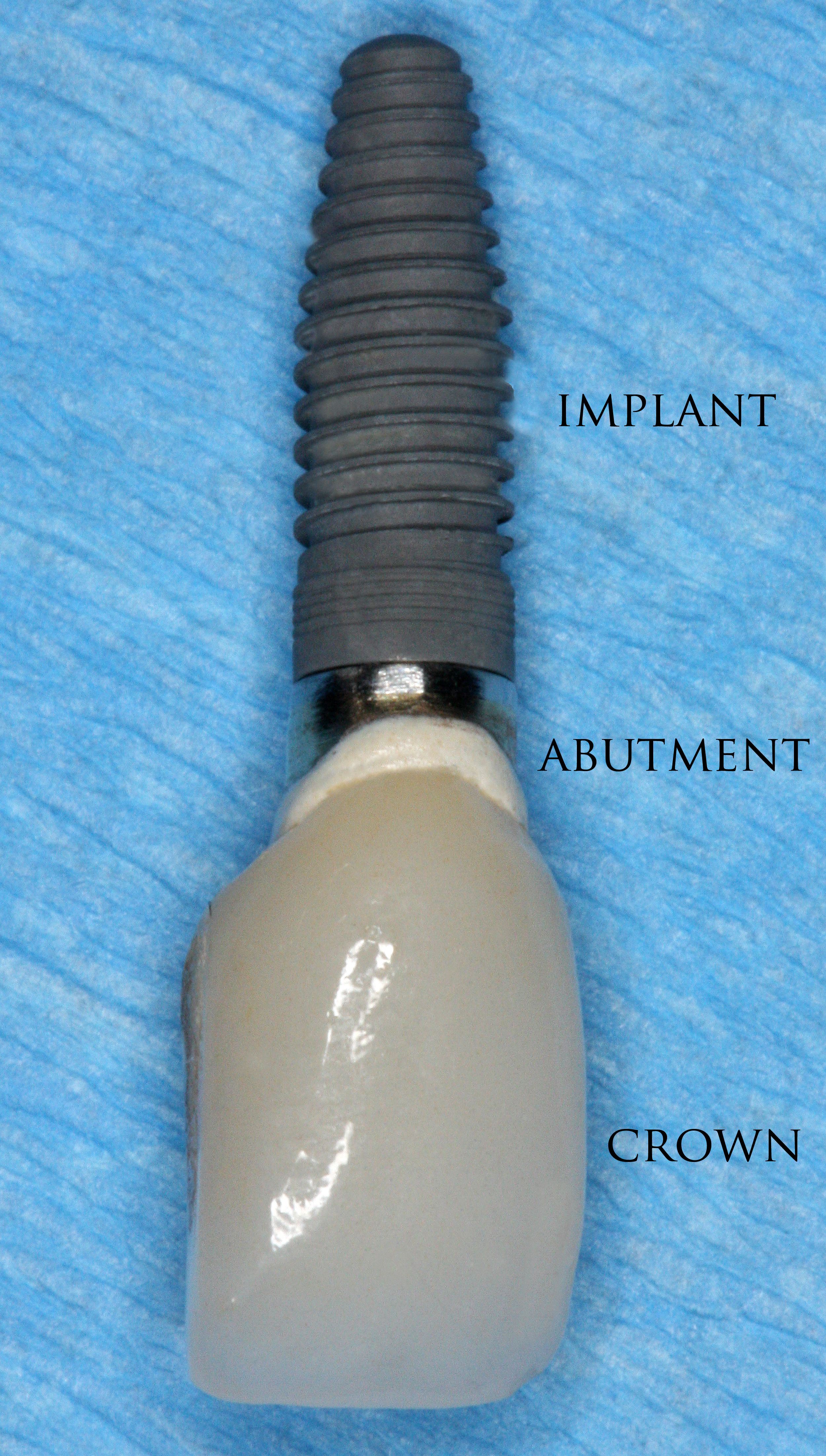
کاشت دندان تک‌تایی

### پل و روکش ثابت سنتی
گزینه‌های ترمیمی ثابت معمولاً به گزینه‌های متحرک ترجیح داده می‌شوند.
- **پل (بریج) چسبندهٔ رزینی (resin-bonded bridges):** به دلیل نیاز به آماده‌سازی اندک، این روش بیشتر برای بزرگ‌سالان جوان مناسب است.[۶۲] این نوع بریج، بازسازی نهایی به‌شمار می‌آید و توانایی پرکردن یک یا دو فضای دندانی را دارد.[۶۲] پژوهش‌ها میزان ماندگاری ۸۰٪ در دوره‌ای بیش از شش سال را گزارش کرده‌اند،[۷۵] و نشان داده‌اند که بریج‌های کنسولی چسبنده (cantilever) دست‌کم هم‌ارز بریج‌های ثابتِ سنتی هستند. بازسازی با این روش معمولاً پس از درمان ارتودنسی انجام می‌شود و نیاز به عنصر نگه‌دارنده دارد تا تماس‌های دندانی به‌درستی حفظ شوند.[۶۲]
- **بریج‌های سنتی:** اگر ترمیم‌های وسیعی بر روی دندان‌ها وجود داشته باشد، ممکن است دندان‌ها برای نصب بریج سنتی آماده‌سازی شوند. ازاین‌رو این نوع درمان معمولاً در بیماران بزرگ‌سال با کم‌دندانی انجام می‌شود.[۶۲] درمان با بریج‌های سنتی نیازمند برداشت چشمگیر بافت دندانی است که می‌تواند دندان را در معرض آسیب زیستی، از جمله از دست رفتن زنده‌مانی پالپ (عصب) قرار دهد،[۷۴][۵۸] که این خطر به‌ویژه در بیماران جوان با حفرهٔ پالپی بزرگ‌تر بیشتر است.[۵۸]

### پیوند دندان خودی
پیوند دندان خودی (Autotransplantation) شامل برداشت یک دندان از یک حفره و کاشت آن در حفره‌ای دیگر در همان فرد است. در صورتی‌که این فرایند با موفقیت انجام شود، می‌تواند حجم استخوان آلوئول را در محل جدید پایدار نگاه دارد، زیرا رباط اطراف دندان (رباط پریودنتال) همچنان فعال باقی می‌ماند و تحریک لازم برای حفظ استخوان فراهم می‌شود.

### جایگزینی دندان با پشتیبانی ایمپلنت
استفاده از ایمپلنت دندانی به‌عنوان روشی قابل پیش‌بینی و مطمئن برای درمان کم‌دندانی شناخته شده و از نظر زیبایی‌شناسی نیز نتایج بسیار خوبی دارد. با این‌حال، قرار دادن ایمپلنت باید تا زمان تکمیل رشد فک به تعویق افتد. یکی از محدودیت‌های کاشت ایمپلنت، نیاز به حجم کافی از استخوان در محل است، که در صورت نبود آن، جای‌گذاری مناسب ایمپلنت دشوار می‌شود. برای حل این مشکل می‌توان از پیوند استخوان استفاده کرد.

## همه‌گیرشناسی
کم‌دندانی در دندان‌های شیری کمتر شایع است و شیوع آن از ۰٫۵٪ در جمعیت ایسلندی تا ۲٫۴٪ در جمعیت ژاپنی گزارش شده‌است. در دندان‌های شیری، دندان‌های پیشین کناری در فک بالا و پایین بیشترین احتمال غیبت را دارند. درصورتی‌که یک دندان شیری غایب باشد، خطر از دست رفتن دندان جایگزین دائمی نیز افزایش می‌یابد.
در دندان‌های دائمی، بیشترین دندان غایب دندان آسیای سوم (دندان عقل) است، و یک مطالعه شیوع آن را میان ۲۰ تا ۲۲٪ گزارش کرده‌است. اگر دندان‌های آسیای سوم را کنار بگذاریم، میزان شیوع غیبت دندان‌ها در مطالعات مختلف متغیر است. در مطالعات مربوط به جمعیت‌های قفقازی، معمولاً دندان آسیای کوچک دوم در فک پایین و دندان پیشین کناری در فک بالا بیشترین غیبت را دارند. چندین مطالعه در بریتانیا نیز نشان داده‌اند که دندان آسیای کوچک دوم فک پایین بیشترین میزان غیبت را دارد. در برخی جمعیت‌های آسیایی، بیشترین دندان غایب، دندان پیشین فک پایین گزارش شده‌است.
برخی مطالعات، شیوع بالاتری از کم‌دندانی در میان زنان را گزارش کرده‌اند. گسترده‌ترین مطالعات در میان جمعیت قفقازی انجام شده‌اند و شیوع را میان ۴ تا ۶ درصد گزارش کرده‌اند.
در یکی از مطالعات متاآنالیز، شیوع بی‌دندانی دائمی در ۳۳ مطالعه با بیش از ۱۲۷٬۰۰۰ نمونه بررسی شد و نتایج نشان داد که شیوع کم‌دندانی در دندان‌های دائمی بین قاره‌ها، گروه‌های نژادی و جنسیت‌ها متفاوت است. در جمعیت سفیدپوست اروپایی، شیوع کم‌دندانی در مردان ۴٫۶٪ و در زنان ۶٫۳٪ گزارش شده‌است؛ در حالی که در نمونهٔ آفریقایی-آمریکایی، این میزان ۳٫۲٪ در مردان و ۴٫۶٪ در زنان بوده‌است.
بر پایه همین مطالعه، بیشترین دندان‌های غایب در دندان‌های دائمی و فراوانی آن‌ها به‌شرح زیر بوده‌است:
- آسیای کوچک دوم فک پایین: ۳٪
- پیشین کناری فک بالا: ۱٫۷٪
- آسیای کوچک دوم فک بالا: ۱٫۵٪
- پیشین میانی فک پایین: ۰٫۳٪